# Гуаята
Гуаята (исп. Guayatá) — небольшой город и муниципалитет в центральной части Колумбии, на территории департамента Бояка. Входит в состав Восточной провинции.

## История
Поселение, из которого позднее вырос город, было основано в 1810 году. Муниципалитет Гуаята был выделен в отдельную административную единицу в 1821 году.

## Географическое положение

Муниципалитет Гуаята

Город расположен в юго-западной части департамента, в гористой местности Восточной Кордильеры, на расстоянии приблизительно 60 километров к юго-юго-западу (SSW) от города Тунха, административного центра департамента. Абсолютная высота — 1654 метра над уровнем моря.
Муниципалитет Гуаята граничит на севере с территорией муниципалитета Гуатеке, на востоке — с муниципалитетом Сомондоко, на юго-востоке — с муниципалитетом Чивор, на юге и западе — с территорией департамента Кундинамарка. Площадь муниципалитета составляет 112 км².

## Население
По данным Национального административного департамента статистики Колумбии, совокупная численность населения города и муниципалитета в 2015 году составляла 5126 человек.
Динамика численности населения муниципалитета по годам:
| 2005 | 2006 | 2007 | 2008 | 2009 | 2010 | 2011 | 2012 | 2013 | 2014 | 2015 |
| ---- | ---- | ---- | ---- | ---- | ---- | ---- | ---- | ---- | ---- | ---- |
| 6368 | 6228 | 6090 | 5974 | 5854 | 5741 | 5612 | 5490 | 5371 | 5247 | 5126 |

Согласно данным переписи 2005 года мужчины составляли 52,9 % от населения Гуаяты, женщины — соответственно 47,1 %. В расовом отношении белые и метисы составляли 99,8 % от населения города; негры, мулаты и райсальцы — 0,1 %; индейцы — 0,1 %.
Уровень грамотности среди всего населения составлял 84,2 %.

## Экономика
Основу экономики Гуаяты составляют сельское хозяйство и производство особого вида хлебобулочных изделий могольи гуаятуны.

41,8 % от общего числа городских и муниципальных предприятий составляют предприятия сферы обслуживания, 39 % — предприятия торговой сферы, 13,1 % — промышленные предприятия , 6,1 % — предприятия иных отраслей экономики.